# Вавилова Ірина Борисівна
Ірина Борисівна Вавилова (10 липня 1959 , Краснодон, Луганська область ) — українська вчена-астрофізик. Завідувачка відділу позагалактичної астрономії та астроінформатики ГАО НАН України, доктор фізико-математичних наук (2020), професор (2021), член-кореспондент НАН України (2021). Лауреатка Державної премії України в галузі науки і техніки (2014), нагороджена орденом княгині Ольги ІІІ ступеня (2002), лауреатка премії ім. Є.П. Федорова НАН України (2014), має відзнаку НАН України "За підготовку наукової зміни" (2019) та інших організацій, зокрема медаль "60 років КБ "Південне" (2014), Міжнародної академії астронавтики (2016), мера Києва (2002).

## Біографія
У 1960 році батьки Кудимов Борис Артемович (1931-2006) і Кудимова (до шлюбу Водоп'ян) Марія Максимівна (1931 р. нар.) із донькою переїхали в м. Кривий Ріг, де Ірина навчалась в СШ №74 і СШ №95 (математичний клас) та музичній школі.
У 1977–1984 рр. — студентка фізичного факультету Київського державного університету ім. Т. Г. Шевченка. У 1984–1990 рр. — інженерка, аспірантка кафедри астрономії університету. У 1990–2004 рр. — м. н. с., н. с., с. н. с. відділу астрофізики Астрономічної обсерваторії КНУ імені Тараса Шевченка. У 2004–2007 рр. — докторантка Центру досліджень науково-технічного потенціалу та історії науки ім. Г. М. Доброва НАН України.
З 2008 р. працює в ГАО НАН України, у 2009-2015 рр. — завідувачка лабораторії астроінформатики, 2016-2017 рр. — завідувачка лабораторії великомасштабної структури Всесвіту, від 2017 р. — завідувачка відділу позагалактичної астрономії та астроінформатики.
У 2000—2010 роках викладала курс астрофізики на фізико-математичному факультеті КПІ, викладає курс позагалактичної астрономії на фізичному факультеті КНУ. Доктор фізико-математичних наук, старша наукова співробітниця зі спеціальності "астрофізика, радіоастрономія", доцент по кафедрі загальної фізики. Підготувала 6 кандидатів наук.
Наукові інтереси — позагалактична астрономія, математичні методи аналізу даних, астроінформатика, історія астрономії і космічних досліджень. Авторка монографій, навчальних посібників і понад 100 наукових статей у фахових журналах.
Вчена секретарка Ради з космічних досліджень НАН України (від 1999 р.), член редколегії наукового журналу «Odessa Astronomical Publications», відповідальна секретарка редколегії науково-практичного журналу НАН України «Космічна наука і технологія», заступниця головного редактора науково-популярного журналу НАН України і ГАО НАН України «Світогляд». Віце-президент Української астрономічної асоціації (УАА). Національна представниця України в Міжнародному астрономічному союзі.

### Монографії
- Vavilova, I.B.; Bolotin, Yu.L.; Boyarsky, A.M.; Danevich, F.A.; Kobychev, V.V.; Tretyak, V.I.; Babyk, Iu.V.; Iakubovskyi, D.A.; Hnatyk, B.I.; Sergeev, S.G. Dark matter: Observational manifestation and experimental searches. – Vol. 3. of the three-volume monography “Dark Energy and Dark Matter in the Universe”, Ed. V.M. Shulga. Kiev: Akademperiodyka, 2015, 375 pp.  ISBN 978-966-360-239-4. Режим доступу http://www.mao.kiev.ua/biblio/mono/Dark_Matter-3.pdf
- Александров А.Н., Вавилова И.Б., Жданов В.И., Жук А.И., Кудря Ю.Н., Парновский С.Л., Федорова Е.В., Яцкив Я.С. Общая теория относительности: признание временем. – Киев: Наукова думка, 2015, 332 с. ISBN 978-966-00-1497-8. Режим доступу [./Ftp://ftp.mao.kiev.ua/pub/irivav/OTO.pdf ftp://ftp.mao.kiev.ua/pub/irivav/OTO.pdf]
- Яцків Я.С., Александров О.М., Вавилова І.Б., Жданов В.І., Жук О.І., Кудря Ю.М., Парновський С.Л., Федорова О.В., Хміль С.І. Загальна теорія відносності: горизонти випробувань. – Київ: ГАО НАН України, 2013, 264 с. (укр.) ISBN 978-966-02-6940-8. Режим доступу [./Ftp://ftp.mao.kiev.ua/pub/irivav/GRT-2014-Yatskiv-Alexandrov-et%20al.pdf ftp://ftp.mao.kiev.ua/pub/irivav/GRT-2014-Yatskiv-Alexandrov-et%20al.pdf]
- Яцків Я.С., Александров О.М., Вавилова І.Б., Жданов В.І., Кудря Ю.М., Парновський С.Л., Федорова О.В., Хміль С.І. Загальна теорія відносності: випробування часом. – Київ: ГАО НАН України, 2005, 288 с. ISBN 966-02-3728-6.
- Імена України в Космосі. Під ред. Вавилової І.Б., Плачинди В.П. Львів: ВД «НАУТІЛУС», 2003, Київ: ВАІТЕ, 2001, 2003;  Київ: Академперіодика, 2003, 730 с. (науково-енциклопедичне видання)  ISBN 966-95745-5-2. - ISBN 966-8002-62-8.
- Патон Б.Є., Вавілова І.Б., Негода О.О., Яцків Я.С. Україна в сузір’ї космічних держав світу. Київ: ВАІТЕ, 2001, 94 с. ISBN 966-02-2141-X.

### Навчальні посібники
- Кудря Ю.М., Вавилова І.Б. Позагалактична астрономія. Книга 1. Галактики: основні фізичні властивості. – Київ: Наукова думка, 344 с. (2016) ISBN 978-966-00-1517-3 Режим доступу http://mao.kiev.ua/biblio/mono/pzastr.pdf
- Горобець Ю.І., Кучко А.М., Вавилова І.Б. Фрактальна геометрія у природознавстві. Київ: Наукова думка, 2008. 232 с. ISBN 978-966-00-0682-9. Режим доступу [./Ftp://ftp.mao.kiev.ua/pub/irivav/gorobets%20kuchko%20vavilova%20fractal%20geometry%20in%20natural%20sciences.pdf ftp://ftp.mao.kiev.ua/pub/irivav/gorobets_kuchko_vavilova_fractal_geometry_in_natural_sciences.pdf]
- Вавілова І.Б. Великомасштабна структура Всесвіту: спостереження і методи дослідження. – К.: РВЦ Київський університет, 1998, 107с. Режим доступу [./Ftp://ftp.mao.kiev.ua/pub/irivav/Vavilova-Large-Scale-Structure-Universe.pdf ftp://ftp.mao.kiev.ua/pub/irivav/Vavilova-Large-Scale-Structure-Universe.pdf]

### Розділи в наукових реферованих виданнях
- Vavilova I., Pakuliak L., Babyk Iu., Elyiv A., Dobrycheva D ., Melnyk O. (2020). Surveys, Catalogues, Databases and Archives of Astronomical Data. Chapter 5 (48 p.) in “Knowledge Discovery in Big Data from Astronomy and Earth Observation”. Eds. P. Skoda, F. Adam. Elsevier, ISBN 978012819154547.
- Vavilova I., Dobrycheva D., Vasylenko M., Elyiv A., Melnyk O. (2020). Multiwavelength extragalactic surveys: examples of data-mining. Chapter 16 (18 p.) in “Knowledge Discovery in Big Data from Astronomy and Earth Observation”. Eds. P. Skoda, F. Adam. Elsevier, ISBN 9780128191545
- Вавилова І.Б. Астрономія. У наук. виданні: «Українська культура XX – початку XXI століть.  Культура та розвиток науки і технологій в Україні», під ред. М. Г. Жулинського. – К.: Наукова думка, 2014, том 5, книга 3,  950 с. (Розділ 8, с. 560-598).
- Вавилова І.Б. Місячні перегони: хроніка подій. У книзі «Місячна одіссея». Під ред. Я.С. Яцківа. Київ: Академперіодика, 2007, 241 с. ISBN 978-966-360-082-6 (розділ, с. 165-239).
- Pavlenko, Ya. V.; Vavilova, I. B.; Kostiuk, T. Astronomy in Ukraine. In: Organizations and Strategies in Astronomy, Volume 7, Ed. André Heck, Volume 343 of the Astrophysics and Space Science Library, Springer, Dordrecht, The Netherlands, 2006 (chapter, p. 71-96). Режим доступу https://arxiv.org/pdf/astro-ph/0512442.pdf

## Найцитованіші статті
- Vavilova, I. B., Pakulyak, L. K., Shlyapnikov, A. A., Protsyuk, Y. I., Savanevich, V. E., Andronov, I. L., ... & Fedorov, P. N. Astroinformation resource of the Ukrainian virtual observatory: Joint observational data archive, scientific tasks, and software // Kinematics and Physics of Celestial Bodies. — 2012. — Вип. 28. — № 2. — С. 85–102.
- Vavilova, I. B., Pakuliak, L. K., Protsyuk, Y. I., Shlyapnikov, A. A., Savanevich, V. E., Kondrashova, N. N., ... & Andruk, V. N. UKRVO joint digitized archive and scientific prospects // Open Astronomy. — 2012. — Вип. 21. — № 3. — С. 356–365.
- Elyiv, A.; Melnyk, O.; Vavilova, I. High-order 3D Voronoi tessellation for identifying isolated galaxies, pairs and triplets. Monthly Notices of the Royal Astronomical Society, Volume 394, Issue 3, p. 1409-1418 (2009).
- Babyk, Yu.V., Vavilova I.B., Del Popolo, A. Chandra X-ray galaxy clusters at z < 1.4: Constraints on the inner slope of the density profiles. Astronomy Reports, Volume 58, Issue 9, p. 587-610 (2014).
- Savanevych, V. E., Briukhovetskyi, O. B., Sokovikova, N. S., Bezkrovny, M. M., Vavilova, I. B., Ivashchenko, Y. M., ... & Pogorelov, A. V. A new method based on the subpixel Gaussian model for accurate estimation of asteroid coordinates // Monthly Notices of the Royal Astronomical Society. — 2015. — Вип. 451. — № 3. — С. 3287–3298.